# Yigoga exacta
Yigoga exacta är en fjärilsart som beskrevs av Otto Staudinger 1888. Yigoga exacta ingår i släktet Yigoga och familjen nattflyn. Inga underarter finns listade i Catalogue of Life.